# Reserva lista
La Reserva Lista (en inglés, Ready Reserve) es un programa del Departamento de Defensa de los Estados Unidos que mantiene un grupo de miembros del servicio entrenados que pueden ser llamados al servicio activo en caso de necesidad. Este grupo está compuesto por miembros del servicio que se han comprometido a servir en la Reserva Lista durante un período específico, ya sea como reservistas o en estatus de servicio activo.

## Composición
Cada uno de los componentes de reserva de las Fuerzas Armadas de los Estados Unidos se divide en:
1. Reserva Lista
2. Reserva en Espera (Standby Reserve)
3. Reserva Jubilada (Retired Reserve)a . [1] [2]

## Base legal
La Reserva Lista está prescrita por ley en el Título 10 del Código de los Estados Unidos, "Fuerzas Armadas", Subtítulo E "Componentes de Reserva", capítulo 1209. Las disposiciones específicas para la creación de la Reserva Lista se pueden encontrar en las secciones § 12301(a) y § 12302.